# Margaret Ann Neve
Margaret Ann Neve (nascida Margaret Harvey; 18 de maio de 1792 – 4 de abril de 1903) foi a primeira mulher supercentenária e a segunda humana verificada a atingir a idade de 110 anos após Geert Adriaans Boomgaard. A sua longevidade só viria a ser ultrapassada por Louisa Thiers em 1925, e foi uma das poucas pessoas confirmadamente a viver nos séculos XVIII, XIX e XX.

## Biografia
Margaret nasceu em 18 de maio de 1792, com o nome de Marguerite Anne Harvey e foi batizada em 29 de maio de 1792. Mais tarde, ela anglicizou seu nome para Margaret Ann Harvey.
Margaret conseguia lembrar-se do tumulto que a Revolução Francesa trouxe para Guernsey. Em 1807, Margaret partiu para Weymouth com seu pai, mas uma tempestade fez com que o navio desembarcasse na Praia de Chesil. Ela foi educada em Bristol, interessando-se por literatura e poesia, tanto que Charles François Dumouriez, um general francês, a apelidava de la spirituelle. Em 1815, foi para uma escola de acabamento em Bruxelas, tornando-se fluente em francês e italiano e capaz de conversar em alemão e espanhol.
Margaret casou com John Neve, nascido em 1779, na Igreja de Saint Peter Port em Tenterden, Kent em 18 de janeiro de 1823. Em sua lua de mel, eles visitaram o campo de batalha de Waterloo. Ela viveu na Inglaterra por 25 anos de casamento, mas voltou para Guernsey em 1849, após a morte do marido. Eles não tiveram filhos.
Sua família já possuía um histórico de longevidade. Sua mãe, Elizabeth Guille, morreu em 1871, aos 99 anos, e sua irmã viveu até aos 98 anos. A sua última viagem foi até Cracóvia, em 1872, aos 80 anos.
Margaret morreu em 4 de abril de 1903 aos 110 anos e 321 dias, um mês antes de seu 111.º aniversário.